# Interpretação dos sonhos

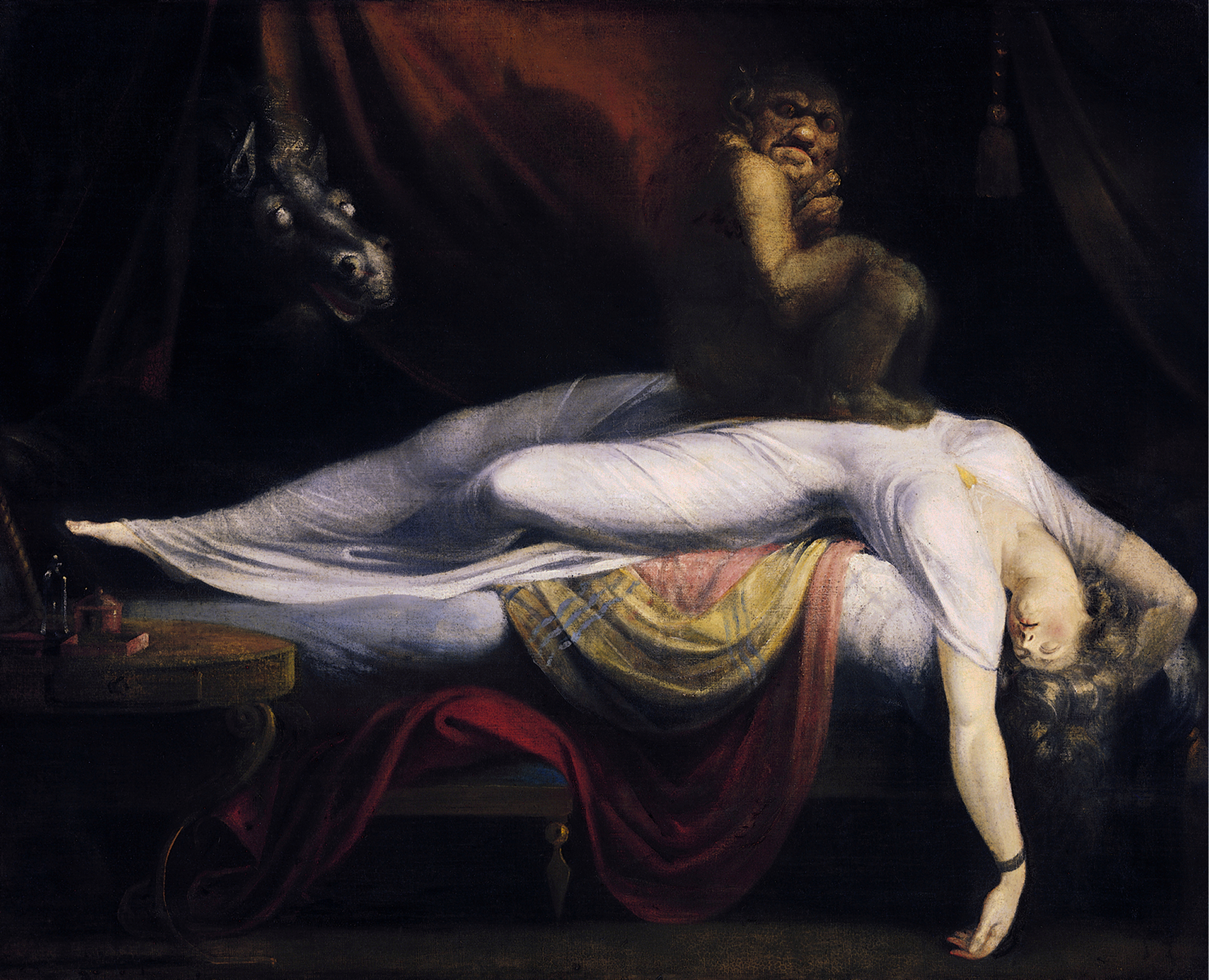
O Pesadelo, pintura de 1781 de Henry Fuseli.

A interpretação dos sonhos é o processo de atribuir significado aos sonhos. Em sociedades antigas, tais quais as do Egito e Grécia, os sonhos eram considerados uma forma de comunicação sobrenatural ou de intervenção divina, cuja mensagem poderia ser entendida por pessoas com capacidades especiais. Nos tempos modernos, várias escolas da psicologia e da neurobiologia ofereceram teorias acerca dos significados e propósitos dos sonhos. Uma das mais importantes publicações desse campo de estudo foi A Interpretação dos Sonhos, de Sigmund Freud.